# Amokfahrt in Berlin 2022
Bei einer Amokfahrt in Berlin steuerte am 8. Juni 2022 ein Mann sein Auto auf den Bürgersteig des Kurfürstendamms Ecke Rankestraße in der City West von Berlin-Charlottenburg in eine Menschenmenge. Eine Frau starb, vierzehn Menschen wurden schwer verletzt, sechs davon lebensgefährlich.

## Tatablauf

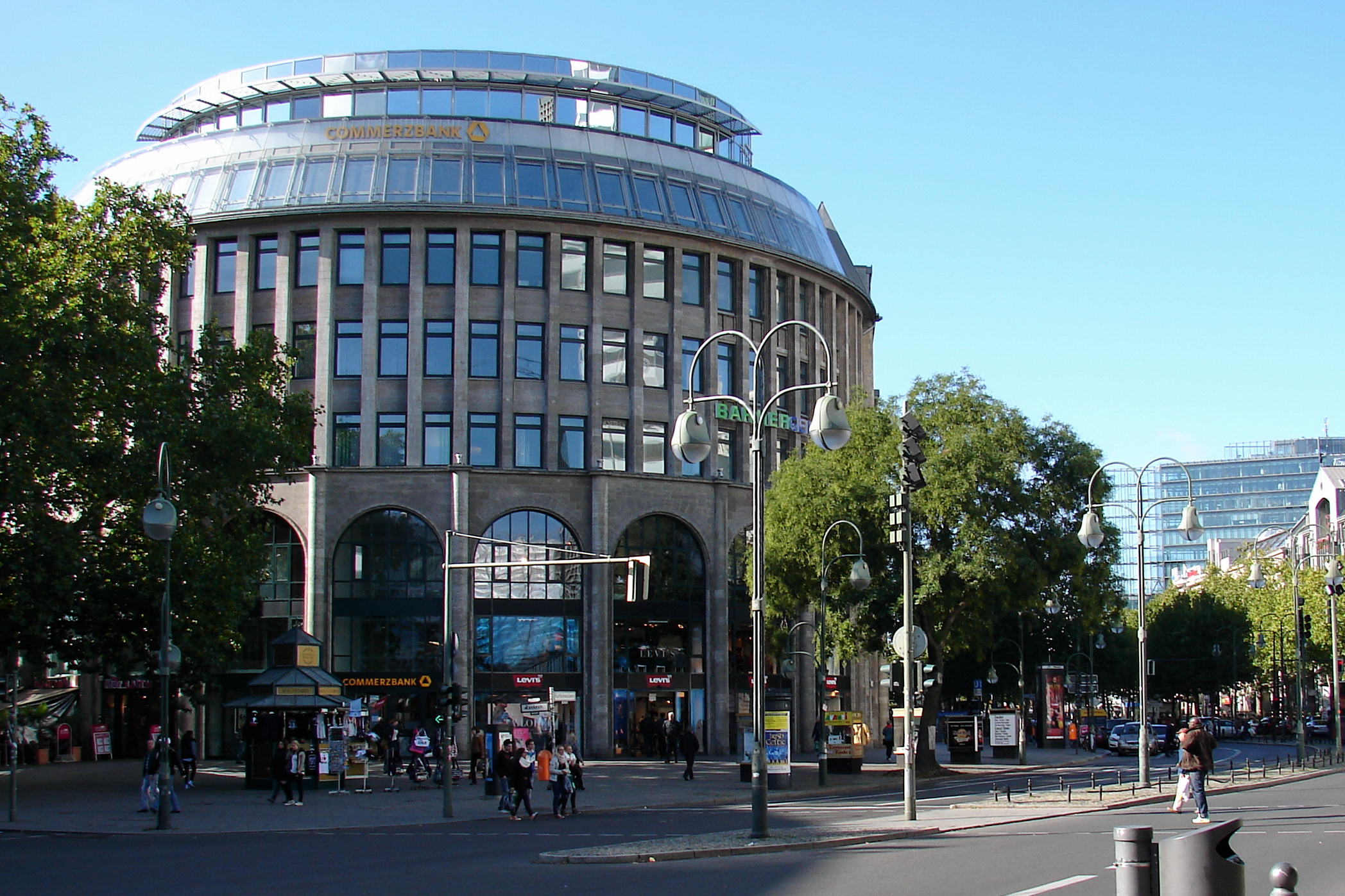
Eckhaus Kurfürstendamm, Rankestraße, wo der Täter in eine Gruppe von Menschen fuhr

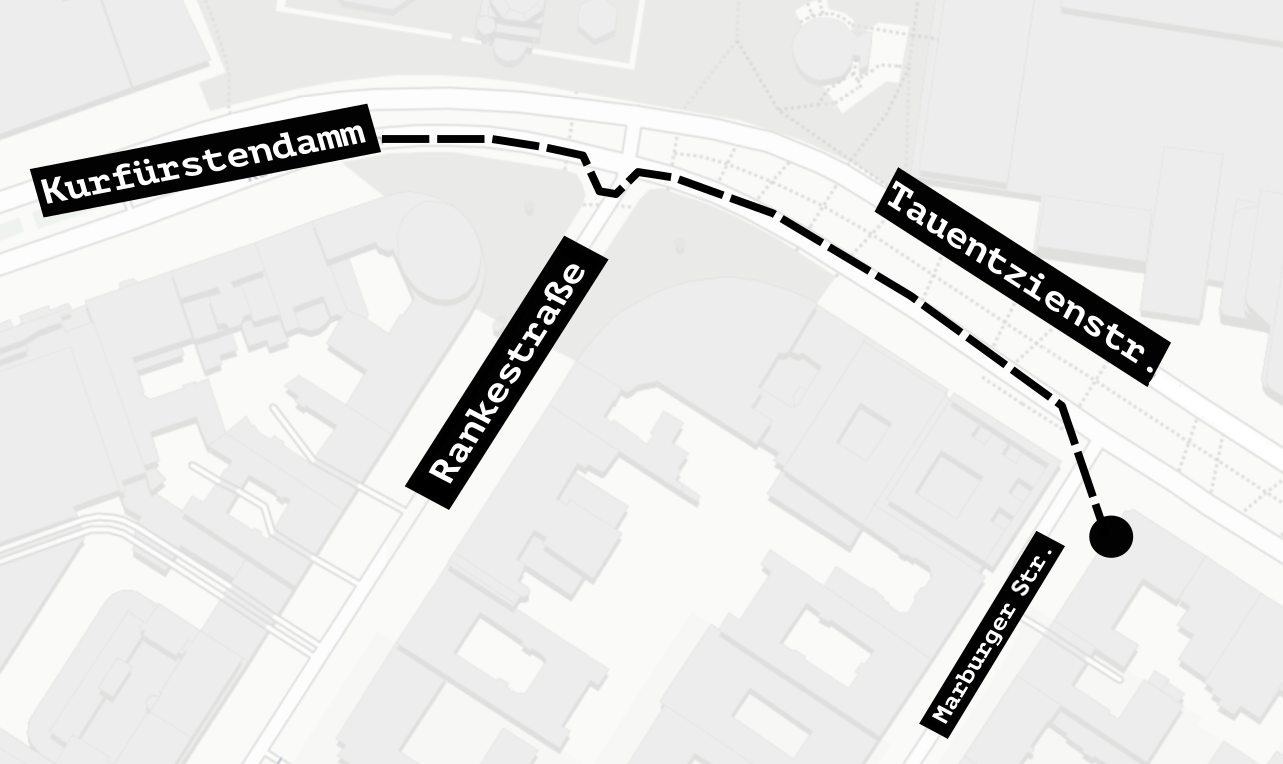
Fahrweg mit gestrichelter Linie dargestellt. Der Kreis markiert das Ende der Fahrt.

Am 8. Juni 2022 um 10:26 Uhr steuerte ein 29-jähriger Deutsch-Armenier einen silberfarbenen Renault Clio mit Berliner Kfz-Kennzeichen über den südlichen Gehweg des Kurfürstendamms in Berlin-Charlottenburg gegenüber der Kaiser-Wilhelm-Gedächtniskirche. Die Poller, die infolge des seinerzeitigen Anschlags auf den Weihnachtsmarkt am Breitscheidplatz errichtet wurden, waren daher zwecklos. Nach der Kreuzung zur Rankestraße fuhr er auf der Tauentzienstraße weiter, bevor er 200 Meter weiter auf der Ecke der Marburger Straße im Schaufenster einer Douglas-Filiale zum Stehen kam. Der Täter versuchte zu Fuß zu flüchten, wurde allerdings von Passanten überwältigt.

## Ermittlungen und weitere Entwicklung
Die Polizei rückte mit rund 130, die Berliner Feuerwehr mit etwa 100 Kräften aus. Noch am Abend durchsuchte ein Spezialeinsatzkommando die Wohnung des mutmaßlichen Täters. Die Ermittlungen wurden von der Mordkommission und nicht vom Staatsschutz übernommen. Berichte der Bild-Zeitung über ein im Auto gefundenes vermeintliches Bekennerschreiben wurden von der Polizei dementiert. Hingegen wurden Plakate entdeckt, die einen Bezug zur Türkei und dem Völkermord an den Armeniern im Ersten Weltkrieg haben. Wem die Plakate gehören, ist unklar, da das Auto auf die Schwester des Verdächtigen zugelassen war.
Stand 9. Juni 2022 nutzte die Polizei Berlin den Begriff einer „Amoktat“ nicht, da sie sich eigener Aussage zufolge noch nicht festlegen wollte. Sowohl ein Terrorakt als auch ein Unfall wurden allerdings mit Stand vom 9. Juni 2022 ausgeschlossen.
Der Verdächtige (laut einem damaligen Bericht des Berliner Kurier: Gor V.; laut aktuelleren Medienberichten Gor H.), ein Deutsch-Armenier, lebte im Bezirk Charlottenburg-Wilmersdorf und war 2015 eingebürgert worden. Er war wegen Diebstahls, Körperverletzung, Hausfriedensbruch sowie Beleidigung polizeibekannt und psychisch beeinträchtigt. Von 2014 bis 2015 war der Verdächtigte in einer psychiatrischen Einrichtung untergebracht. Über politische und extremistische Taten ist den Behörden nichts bekannt.
Am 9. Juni wurde berichtet, dass der mutmaßliche Täter vorläufig in einer psychiatrischen Klinik untergebracht wurde, da es nach Angaben der zuständigen Staatsanwaltschaft Anhaltspunkte für eine paranoide Schizophrenie gebe. Die Staatsanwaltschaft beantragte, dass er für die Dauer des Ermittlungsverfahrens – sie wirft ihm Mord in einem Fall und versuchten Mord in 17 Fällen vor – in der Klinik untergebracht bleibt. Berichtet wurde außerdem, dass der mutmaßliche Täter seine behandelnden Ärzte von ihrer Schweigepflicht entbunden habe.

## Opfer

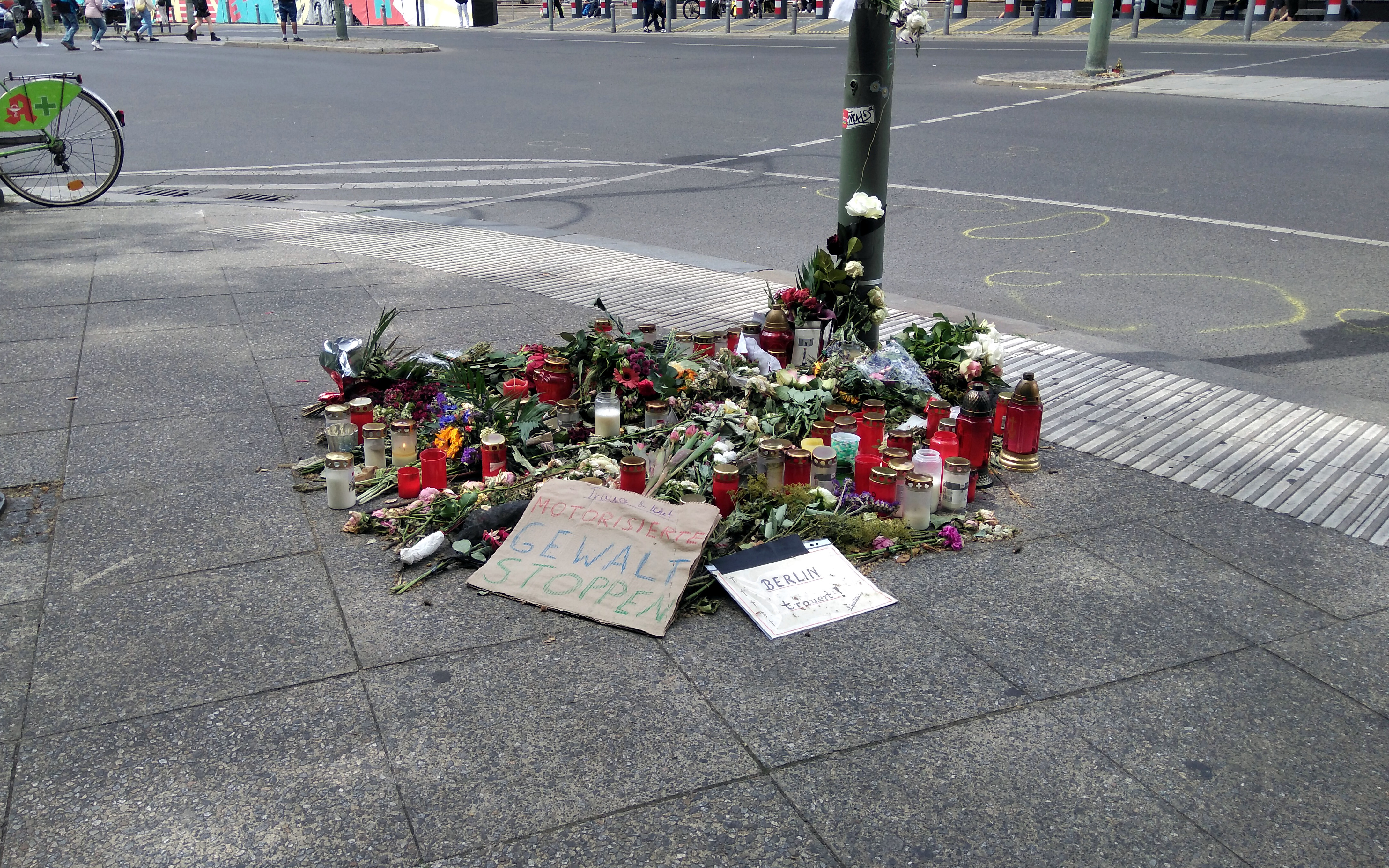
Gedenken in der Tauntzienstraße

Der Fahrer tötete eine 50-jährige Lehrerin aus dem nordhessischen Bad Arolsen, die mit einer Schulklasse auf Abschlussfahrt war. 32 Menschen wurden verletzt. Unter den Verletzten sind auch Schüler der zehnten Klasse einer Realschule, mit der die Lehrerin unterwegs gewesen war. Sechs Menschen wurden lebensgefährlich verletzt, insgesamt gab es laut Aussage der Feuerwehr acht Schwer- sowie mehrere Leichtverletzte. Unter den Leichtverletzten ist auch der Fahrer des Autos. Vier Verletzte wurden für eine längere stationäre Behandlung in die Charité eingeliefert.

## Reaktionen
Berlins Regierende Bürgermeisterin Franziska Giffey zeigte sich „tief betroffen von diesem schlimmen Ereignis“. Die Innensenatorin Berlins Iris Spranger sprach von einer „Amokfahrt eines psychisch beeinträchtigten Menschen“. Bundespräsident Frank-Walter Steinmeier bekundete sein Mitgefühl, Bundesinnenministerin Nancy Faeser kündigte Aufklärung an. Bundeskanzler Olaf Scholz schrieb auf Twitter: „Die grausame Amoktat an der #Tauentzienstraße macht mich tief betroffen. Die Reise einer hessischen Schulklasse nach Berlin endet im Alptraum.“
Am Abend der Tat wurde ein Gedenkgottesdienst in der Gedächtniskirche abgehalten. In Berlin wurde für den folgenden Tag Trauerbeflaggung angeordnet.